# 얀 울리히
얀 울리히(독일어: Jan Ullrich, 독일어 발음: [jan ˈʊlʁɪç], 1973년 12월 2일~)는 독일의 사이클 선수이다. 1997년 투르 드 프랑스와 1999년 부엘타 아 에스파냐 종합 우승을 달성하면서 독일의 자전거 붐을 일으킨 것으로 잘 알려져 있다.
또한 독일 국가대표 선수로 활동하면서 2000년 하계 올림픽에서 개인도로 금메달과 도로독주 은메달을 획득했고 1999년과 2001년 세계 선수권 대회에서 도로독주 금메달을 획득했다.